# Mister Supranational 2019
Mister Supranational 2019 foi a 4ª edição do concurso de beleza masculino de Mister Supranational. A cerimônia contou com a participação de quarenta (40) candidatos ao título, o recorde de aspirantes ao título desde a criação do concurso em 2016. Com ápice no dia 7 de Dezembro, o concurso foi televisionado pela Polsat na cidade de Katowice, província de Silésia, na Polônia. A competição é comandada por Gerhard von Lipinski, da Nowa Scena, sob licença da World Beauty Association gerida por Marcela Lobón. O indiano Prathamesh Maulingkar, campeão do ano anterior, passou a faixa para o grande vencedor no final do evento, sendo este o representante dos Estados Unidos, Nate Crnkovich.

## Resultados

### Colocações

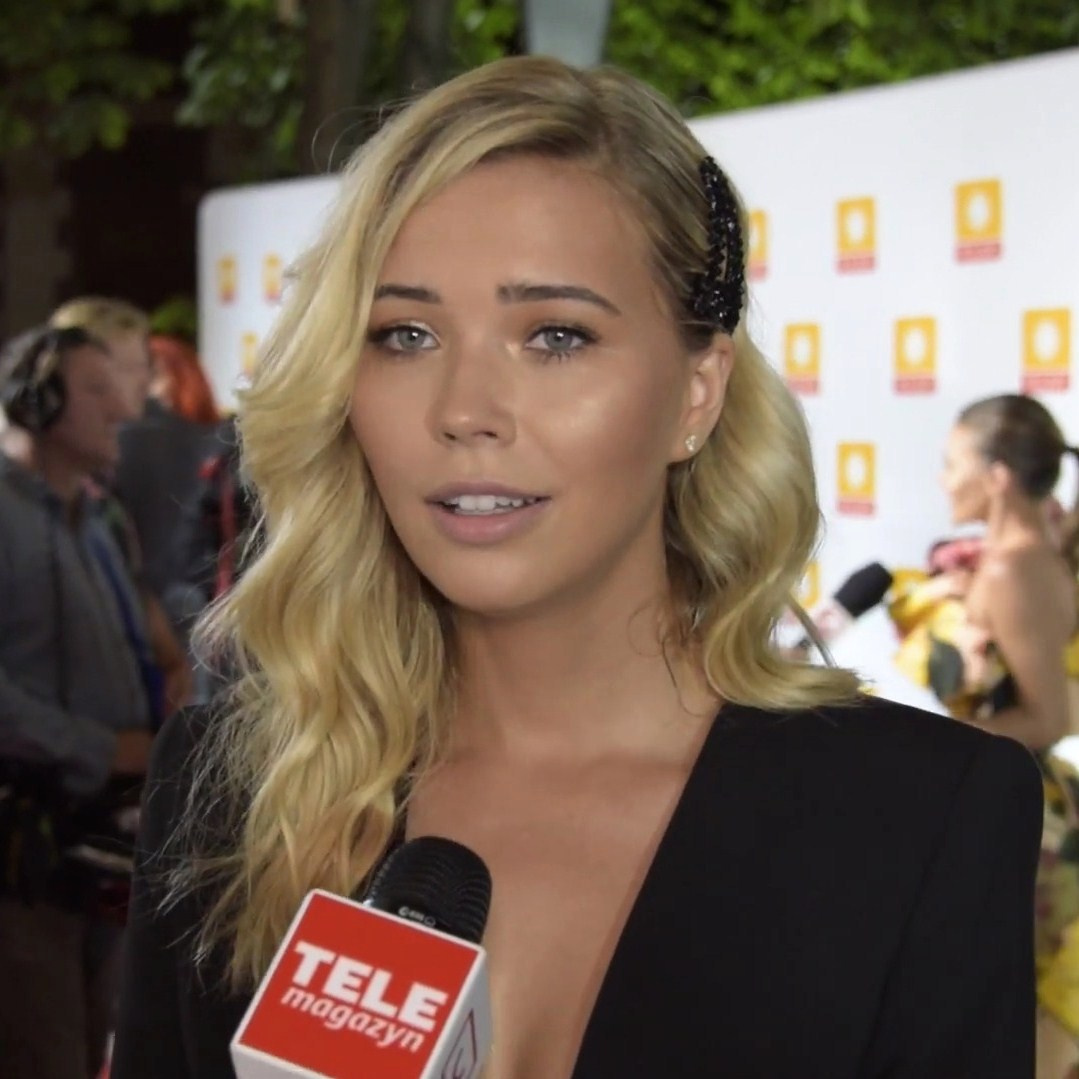
A top model polonesa Sandra Kubicka foi uma das cerimonialistas desta edição, ao lado da norte-americana Davina Reeves.
| Posição                                                 | País e Candidato |
| Vencedor                                                | - Estados Unidos - Nate Crnkovich |
| 2º. Lugar                                               | - Brasil - Ítalo Cerqueira |
| 3º. Lugar                                               | - Peru - Alonso Martinez |
| 4º. Lugar                                               | - Polônia - Tomasz Zarzycki |
| 5º. Lugar                                               | - Venezuela - Leonardo Carrero |
| Top 10 Semifinalistas (Em ordem de classificação final) | - República Checa - Jan Solfronk - República Dominicana - Angel Holguín - Índia - Varun Verma - Equador - Nicolás Asanza - África do Sul - Rushil Jina |
| Top 20 Semifinalistas (Em ordem de classificação final) | - Canadá - Nathan Johnson - Reino Unido - Walter Chahwanda - Indonésia - Enrique Dustin - Chile - Mario Irazzoky - Tailândia - Chanchai Rungpaisit - Vietnã - Trần Mạnh Khang - Malta - Yosef Vassallo - Laos - Singkham Phommasone - Filipinas - Denver Hernández - Guiné Equatorial - Diosdado Mangue |

### Prêmios Especiais
O concurso distribuiu os seguintes prêmios:
| Prêmio               | País e Candidato                  |
| Mister Fotogenia     | - Polônia - Tomasz Zarzycki       |
| Mister Personalidade | - Reino Unido - Walter Chahwanda  |
| Mister Melhor Corpo  | - Países Baixos - Mitch Hart      |
| Mister Top Model     | - Estados Unidos - Nate Crnkovich |
| Mister Amizade       | - México - Gustavo Dousset        |

### Ordem dos Anúncios
| 1. Chile 2. Guiné Equatorial 3. Laos 4. Índia 5. República Checa 6. Canadá 7. Estados Unidos 8. Tailândia 9. África do Sul 10. Vietnã 11. República Dominicana 12. Venezuela 13. Indonésia 14. Filipinas 15. Reino Unido 16. Polônia 17. Brasil 18. Malta 19. Equador 20. Peru | 1. África do Sul 2. República Checa 3. Brasil 4. Venezuela 5. Peru 6. Equador 7. Índia 8. Polônia 9. República Dominicana 10. Estados Unidos | 1. Brasil 2. Estados Unidos 3. Venezuela 4. Peru 5. Polônia |  |  |

## Jurados

### Final
Ajudaram a eleger o campeão:
1. Paweł Węgrzyn, designer;
2. Leila Lopes, Miss Universo 2011;
3. Anntonia Porsild, Miss Supranational 2019;
4. Agnieszka Kaczorowska-Pela, atriz e dançarina;
5. Paulina Sykut-Jeżyna, jornalista e apresentadora da Polsat;
6. Gerhard von Lipinski, presidente do Miss & Mister Supranational.
7. Agnieszka Hyży, jornalista e apresentadora da Polsat;
8. Prathamesh Maulingkar, Mister Supranational 2018;
9. Joseph Liu, vice-presidente da Calvin Klein;
10. Janja Lesar, coreógrafa;

## Programação Musical

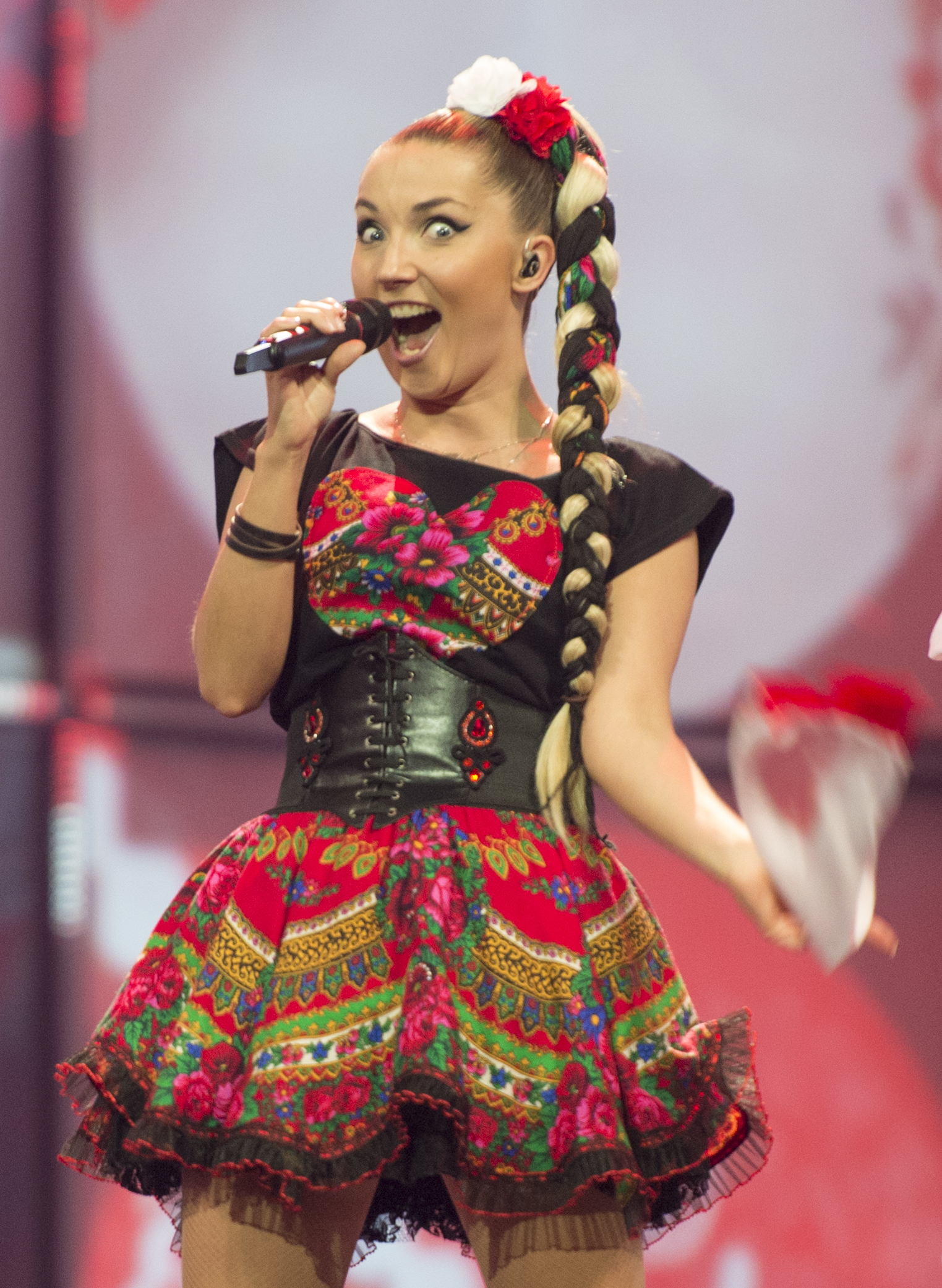
A cantora polaca Cleo foi uma das atrações.
As músicas tocadas durante cada parte do concurso:
- Abertura: The Greatest Show de Panic! at the Disco.
- Introdução dos candidatos #1: Boys de Lizzo.
- Introdução dos candidatos #2: Ritual de Tiësto, Jonas Blue e Rita Ora.
- Apresentação Musical #1: Valerie de The Zutons por Cleo (Ao vivo).
- Desfile em Traje de Banho #1: Ritmo de The Black Eyed Peas e J Balvin.
- Desfile em Traje de Banho #2: Con Calma de Daddy Yankee e Snow.
- Apresentação Musical #2: Dom por Cleo (Ao vivo).
- Desfile em Traje de Gala #1: Bad Guy de Billie Eilish.
- Desfile em Traje de Gala #2: Beautiful People de Ed Sheeran.
- Apresentação Musical #3: Feeling Good de A. Newley e L. Bricusse por Barbara Kurdej-Szatan (Ao vivo).

## Outras Premiações

### Mister Supra Talent
O candidato com o melhor talento da competição:
| Prêmio     | País e Candidato                                                                                                 |
| 1          | - Espanha - Manuel Soto                                                                                          |
| Finalistas | - Brasil - Ítalo Cerqueira - Equador - Nicolás Asanza - Japão - Reino Shimamura - Reino Unido - Walter Chahwanda |

### Mister Supra Digital Influencer
O vencedor desta etapa se classificou automaticamente no Top 20:
| Prêmio                | País e Candidato |
| 1                     | - Chile - Mario Irazzoky |
| Top 11 Semifinalistas | - África do Sul - Rushil Jina - Brasil - Ítalo Cerqueira - Canadá - Nathan Johnson - Equador - Nicolás Asanza - Estados Unidos - Nate Crnkovich - Índia - Varun Verma - Peru - Alonso Vivanco - Romênia - Bogdan Nicolæ - Suíça - Rafael Caria - Venezuela - Leonardo Carrero |

### Mister Supra Fan Vote
O mais votado pelo aplicativo do concurso garantiu vaga no Top 10:
| Prêmio                | País e Candidato |
| 1                     | - África do Sul - Rushil Jina |
| Top 10 Semifinalistas | - Filipinas - Denver Hernández - Índia - Varun Verma - Indonésia - Enrique Dustin - Jamaica - Rayon Davis - Peru - Alonso Vivanco - Porto Rico - Héctor Rodríguez - República Dominicana - Angel Holguín - Romênia - Bogdan Nicolæ - Vietnã - Trần Mạnh Khang |

### Misters Continentais
Os melhores candidatos colocados por continente (não incluindo Top 05):
| Prêmio   | País e Candidato                       |
| África   | - África do Sul - Rushil Jina          |
| Américas | - Equador - Nicolás Asanza             |
| Ásia     | - Índia - Varun Verma                  |
| Caribe   | - República Dominicana - Angel Holguín |
| Europa   | - República Checa - Jan Solfronk       |
| Oceania  | - Nova Caledónia - Manutea Benet       |

## Candidatos
Os 40 candidatos que disputaram o título este ano:
| País                 | Candidato               | I  | A    | Origem              | R      |
| África do Sul        | Rushil Jina             | 22 | 1.89 | Joanesburgo         | [ 4 ]  |
| Argélia              | Amar Mohammedi          | 29 | 1.85 | Argel               | [ 5 ]  |
| Bolívia              | Wilder Ortiz            | 21 | 1.90 | Santa Cruz          | [ 6 ]  |
| Brasil               | Ítalo Cerqueira         | 27 | 1.90 | Rio de Janeiro      | [ 7 ]  |
| Canadá               | Nathan Johnson          | 28 | 1.82 | Windsor             | [ 8 ]  |
| Chile                | Mario Irazzoky          | 24 | 1.85 | Coquimbo            | [ 9 ]  |
| Colômbia             | John Marrugo            | 25 | 1.83 | Cartagena           | [ 10 ] |
| Coreia do Sul        | Woo Chang Wook          | 21 | 1.83 | Seul                | [ 11 ] |
| Equador              | Nicolás Asanza          | 28 | 1.82 | Quito               | [ 12 ] |
| Eslováquia           | Tomáš Kucuk             | 29 | 1.87 | Stropkov            | [ 13 ] |
| Espanha              | Manuel Soto             | 28 | 1.86 | Jaén                | [ 14 ] |
| Estados Unidos       | Nate Crnkovich          | 24 | 1.93 | Omaha               | [ 15 ] |
| Etiópia              | Yohanes Alemu           | 22 | 1.80 | Adis Abeba          | [ 16 ] |
| Filipinas            | Denver Hernández        | 25 | 1.78 | Manila              | [ 17 ] |
| França               | Mavryck Clavel          | 19 | 1.81 | Sainte-Foy-lès-Lyon | [ 18 ] |
| Guiné Equatorial     | Diosdado Mangue         | 20 | 1.80 | Malabo              | [ 19 ] |
| Índia                | Varun Verma             | 27 | 1.85 | New Delhi           | [ 20 ] |
| Indonésia            | Enrique Dustin          | 19 | 1.82 | Jacarta             | [ 21 ] |
| Jamaica              | Rayon Davis             | 29 | 1.85 | Kingston            | [ 22 ] |
| Japão                | Reino Shimamura         | 28 | 1.80 | Tóquio              | [ 23 ] |
| Laos                 | Singkham Phommasone     | 19 | 1.84 | Vientiane           | [ 24 ] |
| Malta                | Yosef Vassallo          | 22 | 1.83 | Dingli              | [ 25 ] |
| México               | Gustavo Dousset         | 22 | 1.86 | Huatabampo          | [ 26 ] |
| Moldávia             | Giovanni Crețu          | 26 | 1.83 | Chișinău            | [ 27 ] |
| Montenegro           | Stefan Vukmanović       | 19 | 1.80 | Podgorica           | [ 28 ] |
| Nova Caledónia       | Manutea Benet-Brissonet | 22 | 1.80 | Nouméa              | [ 29 ] |
| Países Baixos        | Mitch Hart              | 31 | 1.83 | Amsterdã            | [ 30 ] |
| Peru                 | Alonso Vivanco          | 32 | 1.85 | Lima                | [ 31 ] |
| Polônia              | Tomasz Zarzycki         | 26 | 1.88 | Łódź                | [ 32 ] |
| Porto Rico           | Héctor Rodríguez        | 26 | 1.93 | San Juan            | [ 33 ] |
| Quênia               | Priyan Solanki          | 22 | 1.82 | Nairobi             | [ 34 ] |
| Reino Unido          | Walter Chahwanda        | 28 | 1.80 | Londres             | [ 35 ] |
| República Checa      | Jan Solfronk            | 26 | 1.83 | Jablonec nad Nisou  | [ 36 ] |
| República Dominicana | Angel Holguín           | 25 | 1.85 | Santo Domingo       | [ 37 ] |
| Romênia              | Bogdan Nicolæ           | 31 | 1.85 | Bucareste           | [ 38 ] |
| Suíça                | Rafael Caria            | 23 | 1.78 | Vila da Ponte       | [ 39 ] |
| Suriname             | Artly Voorburg          | 21 | 1.70 | Paramaribo          | [ 40 ] |
| Tailândia            | Chanchai Rungpaisit     | 27 | 1.90 | Phetchaburi         | [ 41 ] |
| Venezuela            | Leonardo Carrero        | 27 | 1.92 | La Vigia            | [ 42 ] |
| Vietnã               | Trần Mạnh Khang         | 28 | 1.85 | Hanói               | [ 43 ] |

## Informações

### Estatísticas
- Américas: 14. (Cerca de 35% do total de candidatos)
- Europa: 12. (Cerca de 30% do total de candidatos)
- Ásia: 8. (Cerca de 20% do total de candidatos)
- África: 5. (Cerca de 12% do total de candidatos)
- Oceania: 1. (Cerca de 3% do total de candidatos)

### Desistências
- Bangladesh - Mehedi Hasan
- Panamá - Omar Collado
- Serra Leoa - Michael Bassey
- Sri Lanca - Jake Senaratne

### Substituições
- Coreia do Sul - Moon Jae Hoon ► Woo Chang Wook
- Equador -  Wilson Cardeñas ► Nicolás Asanza
- Espanha - Jorge Hernández ► Manuel Soto

### Retornaram
- Reino Unido e  Suíça
  - Competiram pela última vez na edição de 2016.
- Chile,  Etiópia,  Jamaica e  Peru
  - Competiram pela última vez na edição de 2017.

| - Argentina - China - Curaçao - Havaí - Irlanda - Mianmar - Noruega - Panamá - Rússia - Sri Lanca - Togo - Trindade e Tobago | - África do Sul - Argélia - Equador - Laos - Moldávia - Montenegro - Quênia - Vietnã |  |

## Histórico

### Informações sobre os candidatos
| - África do Sul: No terceiro ano de Direito, Rushil Jina de 22 quer se tornar advogado criminalista. Trabalhando como modelo e ator, destaca que ama a arte da dança, onde é capaz de se expressar sem o uso de palavras. - Argélia: Amar Mohammedi de 29 anos é faixa preta em karatê e é formado em literatura e língua inglesa. Atuando como personal trainer, ele espera ingressar futuramente na carreira de ator, seu objetivo atual. - Bolívia: Wilder Ortiz de 21 anos e 1.90m de altura é formado em marketing e é coach de networking. Além de modelo, trabalho como DJ e ator. Almeja ser reconhecido por seu estilo new techno e techno-house grooves. - Chile: Mario Irazzoky de 24 anos está no último ano de psicologia e trabalha como empreendedor. Apaixonado por tênis, se considera qualificado para a disputa de Roland Garros. Ainda pratica futebol e box. - Equador: De Guaiaquil, Wilson Cardeñas tem 21 anos e expressivos 1.93m de altura. Além de trabalhar como modelo, Wilson estuda marketing e inglês. Ele ama ir a academia e fazer mountain bike com a sua moto. - Filipinas: O filipino escolhido para este ano é Denver Hernandez. Dever atua como consultor financeiro e tem entre seus hobbies a prática de esportes, música, cozinha e viagens. Ele almeja ser referência em seu País. | - França: Com apenas 19 anos de idade, Mavryck Clavel ganhou o direito de representar seu País após obter a vitória no tradicional Mister National France. Ele é carpinteiro e está aprendendo a ser barber&hair stylist. - Indonésia: Graduando de economia, o indonésio Enrique Dustin de apenas 19 anos tem como hobbie os exercícios físicos. Seu objetivo é inspirar os jovens a manter um estilo de vida e corpo saudável. - Jamaica: Rayon Davis tem 29 anos e faz parte da corporação policial de seu País. Além de defender seu povo, ele estuda contabilidade e em seu tempo livre gosta de praticar dança, natação, skate e caminhada. - México: O mexicano Gustavo Dousset de 22 anos estuda administração e inglês, que resolveu intensificar para a competição. Trabalha como modelo e entre seus principais hobbies destacam-se a dança e a prática de esportes. - Quênia: O poliglota Priyan Solanki representará seu País natal este ano. Priyan fala inglês, swahili, hindi e gujrati. Gosta de dançar, cozinhar e viajar. Ele trabalha como modelo e divide sua rotina na faculdade de Farmácia. - Países Baixos: O policial holandês Mitch Hart de 31 anos tem 1.83 de altura e vive na capital do seu País natal. Mitch também é fascinado por atividades físicas e almeja inspirar outras pessoas a alcançarem seus objetivos. | - Polônia: Tomasz Zarzycki é o anfitrião deste ano. Natural de Lodz, Tomek (como é chamado por seus familiares e amigos) é modelo internacional e gosta de praticar snowboarding, wake-boarding e long-boarding. - República Dominicana: Enrique Holguín é estudante de administração e trabalha como ator e modelo para grande marcas de seu País. Ele almeja para seu futuro tornar-se um empreendedor de sucesso na área comercial e têxtil. - Romênia: Formado em administração com um mestrado em ciências da computação, Bogdan Nicolae de 31 anos fala fluentemente romêno, inglês e espanhol. Trabalha atualmente como modelo e analista empresarial. - Suriname: O barbeiro, bartender e personal trainer Artly Voorburg foi eleito por concurso. Ele estuda atualmente para ser profissionalizar na área financeira e na educação física, esta última, sua paixão. - Venezuela: O modelo de 27 anos Leonardo Carrero foi o escolhido para representar a Venezuela este ano. Além de estudar Publicidade e Propaganda, gosta de praticar musculação na academia e basquete. |

## Transmissão
O concurso foi transmitido para os seguintes países:
- Mundo - You Tube e Facebook Live
- Polônia - Polsat
- Suriname - ATV
- Venezuela - GloboVisión